# Benjamin Strasser (Politiker)

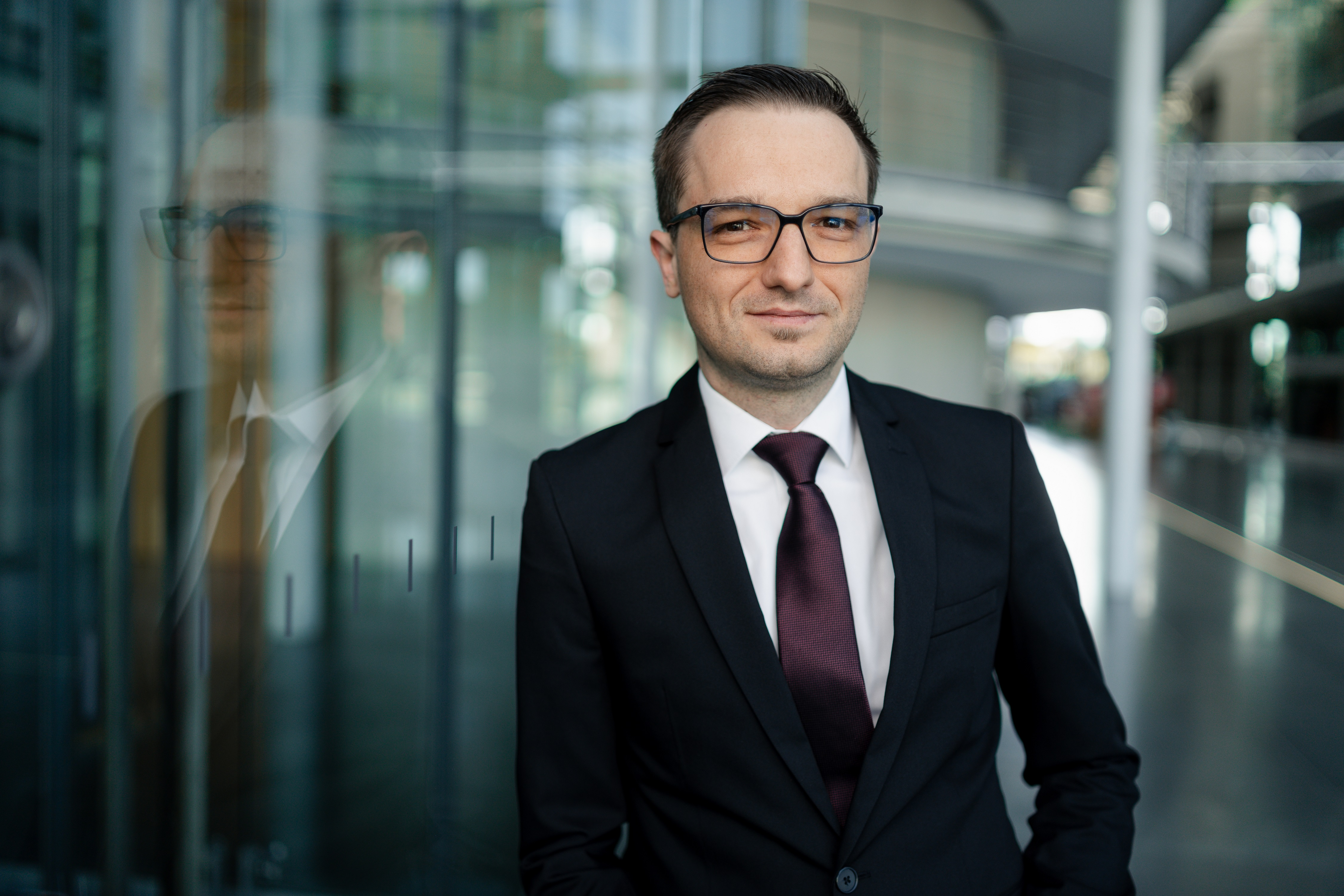
Benjamin Strasser, 2023

Benjamin Strasser (* 9. Februar 1987 in Weingarten, Landkreis Ravensburg) ist ein deutscher Rechtsanwalt und Politiker (FDP). Er war 2017 bis 2025 Mitglied des Deutschen Bundestages. Von Dezember 2021 bis November 2024 war er Parlamentarischer Staatssekretär beim Bundesminister der Justiz im Kabinett Scholz.

## Leben
Strasser wuchs in Berg bei Ravensburg in Oberschwaben auf. Er besuchte die Realschule am Bildungszentrum St. Konrad und das Wirtschaftsgymnasium in Ravensburg. Nach dem Abitur studierte er Jura an der Universität Konstanz. Das juristische Studium beendete Strasser im Jahr 2012 mit dem ersten juristischen Staatsexamen. Nach dem Referendariat am Landgericht Stuttgart, welches er mit dem zweiten juristischen Staatsexamen im Jahr 2014 abschloss, war er als parlamentarischer Berater für den FDP-Landtagsabgeordneten Ulrich Goll tätig. In dieser Funktion war er auch für den NSU-Untersuchungsausschuss des Landtages zuständig. Seit 2016 ist er Rechtsanwalt in Ravensburg. Von Mai 2016 bis zu seiner Wahl in den Deutschen Bundestag war er zusätzlich als Syndikusrechtsanwalt und Unternehmenssprecher der LHP Dienstleistungs- und Bildungsgesellschaft tätig. Diese gehörte zur Heinzl-Firmengruppe und wurde zwischenzeitlich vom Personaldienstleister Tempton übernommen.
Strasser ist römisch-katholisch und ledig.

## Politik
Seit 2006 gehört Strasser der FDP an. Zwischen 2010 und 2013 war er Mitglied des Landesvorstands der FDP-Jugendorganisation Junge Liberale in Baden-Württemberg und dort unter anderem stellvertretender Landesvorsitzender. Von Dezember 2014 bis Oktober 2024 war er Vorsitzender des FDP-Kreisverbandes Ravensburg. Am 18. November 2023 wurde Strasser von den Delegierten des Bezirksparteitags zum Bezirksvorsitzenden der FDP Bodensee-Oberschwaben gewählt. Seit November 2013 ist er Mitglied im Landesvorstand der baden-württembergischen FDP und seit Januar 2025 stellvertretender Landesvorsitzender.
Bei der Kommunalwahl in Baden-Württemberg 2014 wurde Strasser in den Gemeinderat seiner Heimatgemeinde Berg gewählt, bei der Kommunalwahl in Baden-Württemberg 2019 wurde er wiedergewählt, außerdem wurde er erstmals in den Kreistag des Landkreises Ravensburg sowie zum 3. stellvertretenden Bürgermeister der Gemeinde Berg gewählt. Die kommunalen Mandate gab er infolge seiner Ernennung zum Parlamentarischen Staatssekretär vor Ablauf der Wahlperiode zurück.
Bei der Landtagswahl in Baden-Württemberg 2016 war Strasser wie bereits zuvor bei der Landtagswahl 2011 der Kandidat der FDP im Wahlkreis Ravensburg und verfehlte den Einzug in den Landtag nur knapp. Bei der Bundestagswahl 2017 kandidierte er als Direktkandidat im Wahlkreis 294 Ravensburg und auf Platz 8 der baden-württembergischen Landesliste seiner Partei. Über die Landesliste wurde er in den 19. Deutschen Bundestag gewählt.
Für die Bundestagswahl 2021 wurde Strasser erneut als Direktkandidat der FDP im Wahlkreis 294 Ravensburg nominiert und auf Platz 6 der baden-württembergischen Landesliste seiner Partei gewählt. Das Direktmandat verfehlte er, zog aber über die Landesliste wieder in den Bundestag ein.
Bei der vorgezogenen Bundestagswahl 2025 trat Strasser als Direktkandidat der FDP im Wahlkreis 294 Ravensburg sowie auf Platz 5 der baden-württembergischen Landesliste seiner Partei an,  schied aber auf Grund des Scheitern der FDP an der Fünf-Prozent-Hürde aus dem Bundestag aus.

## Abgeordneter

### 19. Wahlperiode (2017 bis 2021)
Strasser war in der 19. Wahlperiode ordentliches Mitglied des Innenausschusses des Bundestags und Mitglied im Gremium nach § 23c Absatz 8 Zollfahndungsdienstgesetz. Er war zudem Berichterstatter der FDP-Fraktion für die Behörden und Organisationen mit Sicherheitsaufgaben (BOS). Darunter zählen unter anderem die Bundespolizei, das Bundeskriminalamt, die Nachrichtendienste, der Zoll sowie Behörden und Organisationen der nicht-polizeilichen Gefahrenabwehr (THW, Feuerwehren, Hilfs- und Rettungsdienste). Am 11. Februar 2020 wurde Strasser einstimmig zum Obmann der FDP-Fraktion im Innenausschusses des Deutschen Bundestags gewählt. Er trat die Nachfolge von Linda Teuteberg an. Von 2020 bis 2021 war Strasser Sprecher für Kirchen, Religions- und Weltanschauungsgemeinschaften sowie Antisemitismusbeauftragter der FDP-Bundestagsfraktion.
Darüber hinaus war Strasser ordentliches Mitglied und Obmann seiner Fraktion im 1. Untersuchungsausschuss der 19. Wahlperiode des Deutschen Bundestages (Terroranschlag am Berliner Breitscheidplatz).
Strasser war stellvertretender Vorsitzender der deutsch-österreichischen Parlamentariergruppe sowie einfaches Mitglied der deutsch-israelischen Parlamentariergruppe. Strasser war zudem Schriftführer.

### 20. Wahlperiode (2021 bis 2025)

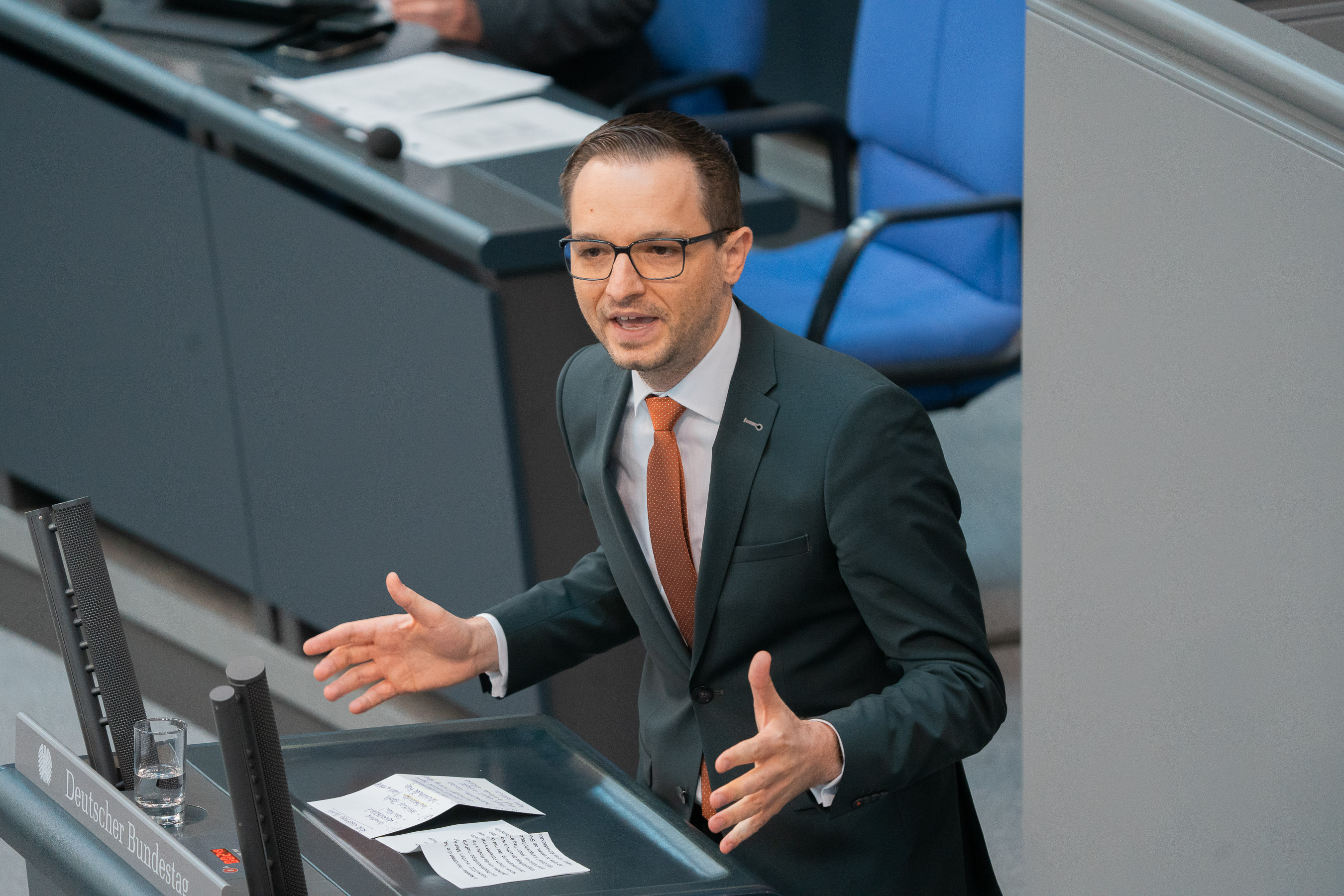
Benjamin Strasser hält im Juli 2023 eine Rede im Plenum des Deutschen Bundestages.

Nach der Bundestagswahl 2021 war Strasser im Rahmen der Koalitionsverhandlungen zwischen SPD, Bündnis 90/Die Grünen und FDP Mitglied der Arbeitsgruppe „Innere Sicherheit, Bürgerrechte, Justiz, Verbraucherschutz, Sport“ und verhandelte dort für die Freien Demokraten den innenpolitischen Teil des Koalitionsvertrages.
Strasser wurde mit Bildung der ersten Ampelkoalition auf Bundesebene am 8. Dezember 2021 als Parlamentarischer Staatssekretär beim Bundesminister der Justiz in das erste Kabinett des Bundeskanzlers Olaf Scholz berufen. Am 22. Juni 2022 hat ihn das Bundeskabinett außerdem zum neuen Koordinator der Bundesregierung für bessere Rechtsetzung und Bürokratieabbau ernannt. In dieser Funktion leitet er den zuständigen Ausschuss beamteter Staatssekretärinnen und Staatssekretäre der Bundesministerien. Der Ausschuss steuert und bündelt die Maßnahmen für bessere Rechtsetzung und Bürokratieabbau. Aufgrund des Auseinanderbrechens der Ampelkoalition wurde sein zuständiger Bundesminister Buschmann von Bundespräsident Frank-Walter Steinmeier am 7. November 2024 entlassen, womit auch seine Amtszeit als Parlamentarischer Staatssekretär endete.
Im Parlament war Strasser weiterhin Mitglied der deutsch-österreichischen und der deutsch-israelischen Parlamentariergruppe.
Strasser war Mitglied der 17. Bundesversammlung zur Wahl des deutschen Bundespräsidenten.

## Politische Positionen
Strasser setzt sich im Rahmen seiner Arbeit insbesondere für die Identifikation möglicher Strukturprobleme und Reformen in der deutschen Sicherheitsarchitektur ein. Er plädiert unter anderem dafür, das Gemeinsame Terrorabwehrzentrum (GTAZ) auf eine rechtliche Grundlage zu stellen. Strasser spricht sich außerdem für die Einsetzung einer Föderalismuskommission III zur Neuordnung der Kompetenzverteilung zwischen dem Bund und den Ländern in Fragen der Inneren Sicherheit aus.
Die Führung von V-Personen sieht er kritisch und hält sie nur in engen rechtsstaatlichen Grenzen für gerechtfertigt. Zur verbesserten Kontrolle von Nachrichtendiensten schlägt Strasser die Einführung eines Nachrichtendienstbeauftragten des Deutschen Bundestags vor – analog zum Wehrbeauftragten. Dieser soll mit einer angemessenen Personalausstattung die Arbeit der Nachrichtendienste permanent kontrollieren und im Gegensatz zum Ständigen Bevollmächtigten nicht ausschließlich dem Parlamentarischen Kontrollgremium, sondern dem ganzen Parlament berichten und so Reformbedarf aufzeigen.
Er setzt sich außerdem dezidiert für das Existenzrecht des Staates Israel sowie den Schutz jüdischen Lebens in Deutschland ein. So gilt Strasser als Mitinitiator verschiedener Beschlüsse des Deutschen Bundestages wie beispielsweise des Betätigungsverbots der Hisbollah in Deutschland oder der Verurteilung der BDS-Bewegung als antisemitisch.
Strasser engagiert sich seit seiner Tätigkeit im 1. NSU-Untersuchungsausschusses des Landtags Baden-Württemberg stark im Kampf gegen Rechtsextremismus. In Folge der Wahl von Thomas L. Kemmerich zum Thüringer Ministerpräsidenten mit Stimmen der AfD am 5. Februar 2020 und der daraus resultierenden öffentlichen Debatte wurde Strasser auf Vorschlag des damaligen FDP-Fraktionsvorsitzenden Christian Lindner zum Vorsitzenden einer fraktionsinternen Arbeitsgruppe bestimmt. Diese sollte die Strategie der AfD sowie deren Narrative und Methoden analysieren und entsprechende parlamentarische Abwehrstrategien entwickeln. Die Arbeitsgruppe legte der FDP-Fraktion mit Abschluss der 19. Wahlperiode des Bundestages einen Abschlussbericht vor, der jedoch nicht veröffentlicht wurde.

## Bücher/Veröffentlichungen
- Sicherheitsrisiko Staat. Wir können uns besser gegen Terror schützen – tun es aber nicht!, Verlag Herder, Freiburg 2021, 144 Seiten, ISBN 978-3-451-07221-5.[31]

## Mitgliedschaften
Strasser ist Mitglied der überparteilichen Europa-Union Deutschland, die sich für ein föderales Europa und den europäischen Einigungsprozess einsetzt. Seit Juni 2018 gehört er dem Zukunftsforum Öffentliche Sicherheit (ZÖS) an, dessen Beiratsmitglied er bis 2021 war. Außerdem ist er Mitglied der Deutsch-Israelischen Gesellschaft (DIG), des Rotary Club Ravensburg-Weingarten sowie der Blutreitergruppe Berg und des Kirchenchors St. Peter und Paul, Berg.
Nach elf Jahren trat Strasser 2022 aufgrund eines umstrittenen Berichts, der Israel ein „grausames System der Apartheid“ unterstellt, aus Protest aus der Organisation amnesty international aus.
Auf der Gründungsversammlung des Bundesmusikverbands Chor & Orchester am 29. März 2019 in Gotha wurde Strasser zum Präsidenten des neuen Dachverbands der Amateurmusik in Deutschland gewählt, der rund 3 Millionen Aktive in 100.000 Ensembles in Deutschland vertritt.
Im März 2022 wurde Strasser in den Ständigen Arbeitskreis „Politische und Ethische Grundfragen“ des Zentralkomitees der deutschen Katholiken (ZdK) berufen, der sich beispielsweise mit möglichen Gefahren für die Demokratie auseinandersetzt und sich einer vertieften Reflexion ethischer Grundfragen wie dem Lebensschutz widmet. Weitere Mitglieder des Gremiums sind unter anderem der frühere Bundestagspräsident Wolfgang Thierse, der ZDF-Chefredakteur Peter Frey und der Politikwissenschaftler Karl-Rudolf Korte.

## Auszeichnungen
Strasser wurde jeweils in den Jahren 2020 bis 2023 von dem deutschen Wirtschaftsmagazin Capital in der Kategorie Politik zur Jungen Elite – Top 40 unter 40 gewählt.